# ديك جارماكير
ديك جارماكير (بالإنجليزية: Dick Garmaker)‏ مواليد 29 أكتوبر 1932 في هيبينغ، هو لاعب كرة سلة أمريكي سابق. بدأ مسيرته الاحترافية في سنة 1955. تم اختياره من قبل فريق لوس أنجلوس ليكرز خلال الدرافت. يبلغ طوله 6 قدم 3 بوصة (1.9 م). اعتزل اللعب في 1961. شارك 4 مرات في مباراة كل النجوم. أحرز خلال مسيرته في الإن بي إيه 5597 نقطة بمعدل 13.3 نقطة في المباراة الواحدة.

## روابط خارجية
- ديك جارماكير على موقع إن بي أي (الإنجليزية)
- ديك جارماكير على موقع سبورتس رفرنس (الإنجليزية)
- ديك جارماكير على موقع كلية كرة السلة في سبورتس رفرنس.كوم (الإنجليزية)
- ديك جارماكير على موقع ريلجم (الإنجليزية)
- ديك جارماكير على موقع بروبوليرز (الإنجليزية)